# Epipedobates espinosai
Espèce
Synonymes
- Phyllobates espinosai Funkhouser, 1956

Statut de conservation UICN

 DD  : Données insuffisantes
Statut CITES
Epipedobates espinosai est une espèce d'amphibiens de la famille des Dendrobatidae.

## Répartition
Cette espèce est endémique de la province de Santo Domingo de los Tsáchilas en Équateur. Elle se rencontre à 350 m d'altitude.

## Étymologie
Son nom d'espèce lui a été donné en référence au lieu de sa découverte, Hacienda Espinosa.

## Publication originale
- Funkhouser, 1956 : New frogs from Ecuador and southwestern Colombia. Zoologica, vol. 41, p. 73–79.